# Europese kampioenschappen judo 1986 (vrouwen)
De Europese kampioenschappen judo 1986 voor vrouwen werden op 15 en 16 mei 1986 gehouden in Londen, Verenigd Koninkrijk. 

## Resultaten
| Gewichtsklasse | Goud                  | Zilver              | Brons                                  |
| -------------- | --------------------- | ------------------- | -------------------------------------- |
| – 48 kg        | Karen Briggs          | Dolores Veguillas   | Anita van der Pas Fabienne Boffin      |
| – 52 kg        | Dominique Maaoui-Brun | Edith Hrovat        | Loretta Doyle Joanna Majdan            |
| – 56 kg        | Béatrice Rodriguez    | Domenica Soraci     | Maria Gontowicz Ann Hughes             |
| – 61 kg        | Diane Bell            | Ann De Brabandere   | Céline Géraud Gabi Ritschel            |
| – 66 kg        | Brigitte Deydier      | Alexandra Schreiber | Cristina Fiorentini Elisabeth Karlsson |
| – 72 kg        | Irene de Kok          | Barbara Claßen      | Laetitia Meignan Ingrid Berghmans      |
| + 72 kg        | Beata Maksymow        | Sandra Bradshaw     | Isabelle Paque Regina Sigmund          |
| Open           | Irene de Kok          | Roswitha Hartl      | Karin Kutz Christine Cicot             |

## Medailleklassement
| Plaats | Land                     | Goud | Zilver | Brons | Totaal |
| 1      | Frankrijk                | 3    | –      | 5     | 8      |
| 2      | Verenigd Koninkrijk      | 2    | 1      | 2     | 5      |
| 3      | Nederland                | 2    | –      | 1     | 3      |
| 4      | Polen                    | 1    | –      | 2     | 3      |
| 5      | Bondsrepubliek Duitsland | –    | 2      | 3     | 5      |
| 6      | Oostenrijk               | –    | 2      | –     | 2      |
| 7      | Italië                   | –    | 1      | 1     | 2      |
| 7      | België                   | –    | 1      | 1     | 2      |
| 9      | Spanje                   | –    | 1      | –     | 1      |
| 10     | Zweden                   | –    | –      | 1     | 1      |
|        | Totaal                   | 8    | 8      | 16    | 32     |